# Epipristis transiens
Epipristis transiens là một loài bướm đêm trong họ Geometridae.